# Shannaras svärd
Shannaras svärd är en fantasyroman från 1977 författad av Terry Brooks. Översatt till svenska 1996. Första delen av tre i Shannara-trilogin.

## Handling
Första boken som Terry Brooks skrivit om världen 2000 år efter en katastrof som utrotade nästan alla människor. En del av de människor som överlevde muterade och det finns nu fyra raser: Människor, gnomer, dvärgar och troll, benämnda efter gamla världens sagoväsen. Det finns även älvfolken som i årtusenden har levt dolda, men i den nya världen har trätt fram. Efter det stora kriget förlorade människorna avancerad teknologi vilket gör att berättelsen utspelar sig i en tid som liknar medeltiden. Skillnaden är att man återupptäckte magi, för att sedan ha förlorat den igen.
Berättelsen handlar om två syskon Shea och Flick Ohmsford. Dessa får besök av en lång och mörk man med ansiktet i skuggan av sin huva, Allanon. Han ger Shea tre alvstenar för beskydd och talar om att Shea är den siste av släktingarna till Jerle Shannara, och där med den ende som kan lyfta Shannaras svärd mot Trollkarlarnas herre (Brona). Allanon talar om att då de ser ett dödskallemärke måste de fly och söka upp honom. När en mörk varelse syns några veckor senare flyr bröderna till Menion, som hjälper dem vidare. I Culhaven förstärks sällskapet med Balinor, älvbröderna Durin och Dayel och dvärgen Hendel. Nu måste Shea få tag på svärdet innan Trollkarlarnas herre för att stoppa ondskan från att ta över världen.